# الحركة (جريدة مغربية)
جريدة الحركة هي صحيفة يومية عربية تصدر في المغرب.

## التاريخ والملف الشخصي
تأسست الحركة في عام 1998. وهي الوسيلة الإعلامية الرسمية للحركة الشعبية المحافظة الليبرالية. الناشر هو شركة الحركة.
تتخذ الصحيفة من الرباط مقرًّا لها ولها صحيفة يومية شقيقة باللغة الفرنسية، وهي (لا تريبيون- La Tribune)، والتي تملكها أيضاً الحركة الشعبية.

## روابط خارجية
- نسخة من الصحيفة مترجمة آليًا إلى الإنجليزية